# Pancit
Pancit (phát âm tiếng Tagalog: [panˈsɪt] pan-SIT), còn được đánh vần là pansít, là một thuật ngữ chung đề cập đến các món mì truyền thống khác nhau trong ẩm thực Philippines. Có rất nhiều loại pancit, thường được đặt tên dựa trên loại mì được sử dụng, phương pháp nấu, xuất xứ hoặc thành phần. Hầu hết các món pancit đặc trưng được dùng với quất.
Mì du nhập vào Philippines bởi những người nhập cư Trung Quốc qua nhiều thế kỷ. Chúng hoàn toàn được áp dụng và phổ biến vào ẩm thực địa phương, thậm chí còn kết hợp các ảnh hưởng của Tây Ban Nha. Có rất nhiều loại pancit theo khu vực trên khắp Philippines, thường khác nhau về nguyên liệu bản địa sẵn có của một khu vực. Các biến thể khác không sử dụng mì mà thay vào đó bằng dừa bào sợi, đu đủ non, giá đỗ, măng hoặc rong biển.